# Chrodobert
Chrodobert (lat. Chrodobertus oder Crodobertus; * vor 615; † nach 631/632) war ein Herzog der Alamannen.
Chrodobert führte in den Jahren 631/632 ein alamannisches Heer (exercitus Alamannorum) bei dem Feldzug des fränkischen Königs Dagobert I. gegen den slawischen Herrscher Samo.
Seine Position, seine Herkunft und sein Herrschaftsgebiet sind völlig unklar.
Er war möglicherweise identisch mit einem Hruodi, der in der Passio Sancti Kiliani Minor genannt wurde.

## Quelle
- Fredegar-Chronik. in: Bruno Krusch (Hrsg.): Scriptores rerum Merovingicarum 2: Fredegarii et aliorum Chronica. Vitae sanctorum. Hannover 1888 (Monumenta Germaniae Historica, Digitalisat),
- In lateinischer und deutscher Sprache: Chronicarum quae dicuntur Fredegarii libri quattuor (a libri secundi capite LIII usque ad librum quartum, paucis locis abbreviati) – Die vier Bücher der Chroniken des sogenannten Fredegar (II, 53 bis IV, unwesentlich gekürzt). Übertragen von Andreas Kusternig. In: Quellen zur Geschichte des 7. und 8. Jahrhunderts (= Ausgewählte Quellen zur deutschen Geschichte des Mittelalters. Freiherr-vom-Stein-Gedächtnisausgabe. 4a). Wissenschaftliche Buchgesellschaft, Darmstadt 1982, ISBN 3-534-01414-6.